# NGC 6955
NGC 6955 (другие обозначения — PGC 65287, UGC 11621, ZWG 374.5, NPM1G +02.0476) — галактика в созвездии Дельфин.
Этот объект входит в число перечисленных в оригинальной редакции «Нового общего каталога».